# Публій Манлій Вульсон (військовий трибун з консульською владою)
Пу́блій Ма́нлій Вульсо́н (лат. Publius Manlius Vulso; V—IV століття до н. е.) — політичний та військовий діяч Римської республіки, військовий трибун з консульською владою 400 і, можливо, 396 року до н. е.

## Біографія
Походив з патриціанського роду Манліїв. Про батьків, дитячі роки відомостей не збереглося.
Його було обрано військовим трибуном з консульською владою на 400 рік до н. е. разом з Луцієм Тітінієм Пансою Сакком, Публієм Ліцинієм Кальвом Есквіліном, Публієм Мелієм Капітоліном, Спурієм Фурієм Медулліном і Луцієм Публілієм Філоном Вульском в ході запеклої боротьби за доступ плебеїв в цю колегію. Того року римська армія відбила Анксур у вольськів. Про конкретні дії Публія Манлія під час цієї каденції джерела не повідомляють. Згідно з Титом Лівієм він був консулярним трибуном 396 року до н. е., хоча існують сумніви стосовно цього. 
З того часу про подальшу долю Публія Манлія Вульсона згадок немає. 